# 近藤乾三
近藤 乾三（こんどう けんぞう、1890年（明治23年）11月3日 - 1988年（昭和63年）10月1日）とは、シテ方宝生流能楽師。
近藤敦吉の次男として、東京市下谷区に生まれる。6歳より父について謡曲を習う。1899年『鞍馬天狗』子方で初舞台。1901年十六世宝生九郎に入門、内弟子となる。兄弟子に、松本長、野口兼資。1905年『草薙』で初シテ。1954年文部省芸術祭賞受賞。1960年日本芸術院賞受賞。1966年重要無形文化財保持者（人間国宝）に認定。1971年に病気となり以降は独吟、一調などで舞台に立つ。1976年日本芸術院会員。1977年勲三等瑞宝章受章。1985年文化功労者。
重厚で底力のある舞い手で、当たり役に『藤戸』『俊寛』『景清』など。
妻は小鼓方大倉流宗家大倉六蔵の二女・喜久。長男がシテ方宝生流能楽師近藤乾之助。

## 著書
- 『能 わが生涯』1980年、わんや書店
  - 新版2005年、日本図書センター

## DVD
- 能楽名演集 「鉢木」宝生流 近藤乾三、松本謙三、NHKエンタープライズ